# Mount Elizabeth
För andra betydelser, se Mount Elizabeth (olika betydelser).
Mount Elizabeth är ett isfritt berg i Östantarktis. Höjden är , 4 480 meter över havet,, och det ligger 6 kilometer söder om Mount Anne i Queen Alexandra Range, Antarktis. Mount Elizabeth upptäcktes av Nimrodexpeditionen, 1907–1909, som leddes av polarforskaren Ernest Shackleton och fick namn efter en understödjare av expeditionen, Elizabeth Dawson-Lambton.
Den 23 januari 2013 kraschade ett passagerarplan, de Havilland Canada DHC-6 Twin Otter, från Kenn Borek Air   med tre kanadensare ombord mot Mount Elizabeth. Planets transponder upptäcktes samma dag. Planet hade varit på en tur från den amerikanska Amundsen-Scott-basen på Sydpolen till Terra Nova Bays italienska station, Zucchelli Station, som arbetade under beskydd av Italian National Agency for New Technologies, Energy and Sustainable Economic Development (ENEA). Planet hittades  25 januari 2013. Det hade störtat på 3 962 meters höjd. Räddningsteamet på den räddningshelikoper från Nya Zeeland som hade upptäckt flygplansvraket rapporterade att ingen kunde ha överlevt kraschen. Kanada har jurisdiktion över undersökningen av olyckan. När utredningen var klar fastslog utredningskommissionen att det inte gick att utreda orsaken till olyckan. Planet ligger kvar på den plats där det slog ner, och de tre kanadensare som omkom vid olyckan fick sin grav på berget. Ingen bärgning av planet planeras.